# تیم میلرام
تیم میلرام (آلمانی: Team Milram) یک تیم دوچرخه‌سواری در کشور آلمان بوده.
این تیم در سال ۲۰۰۶ تأسیس و در سال ۲۰۱۰ منحل شده‌است.

## نگارخانه

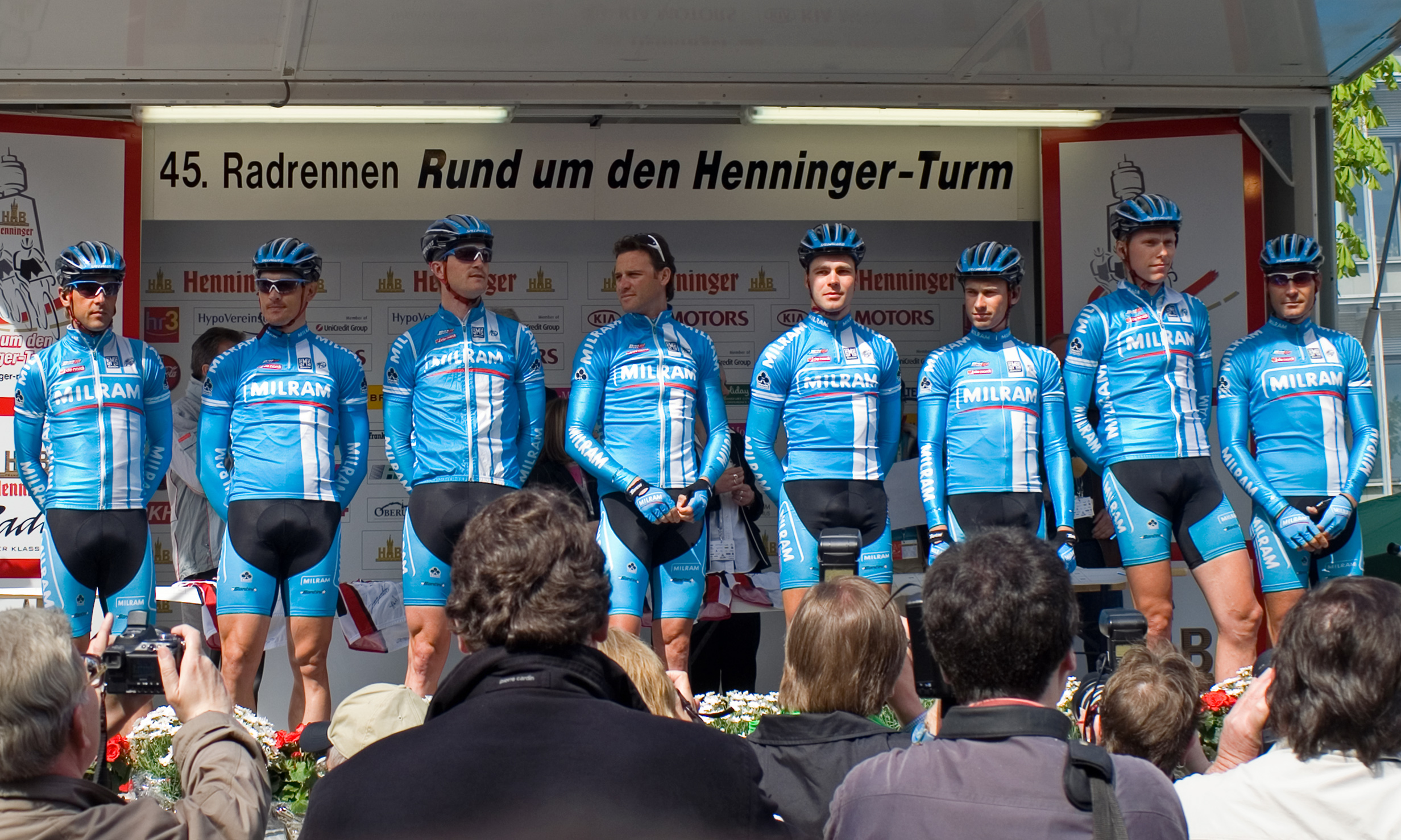
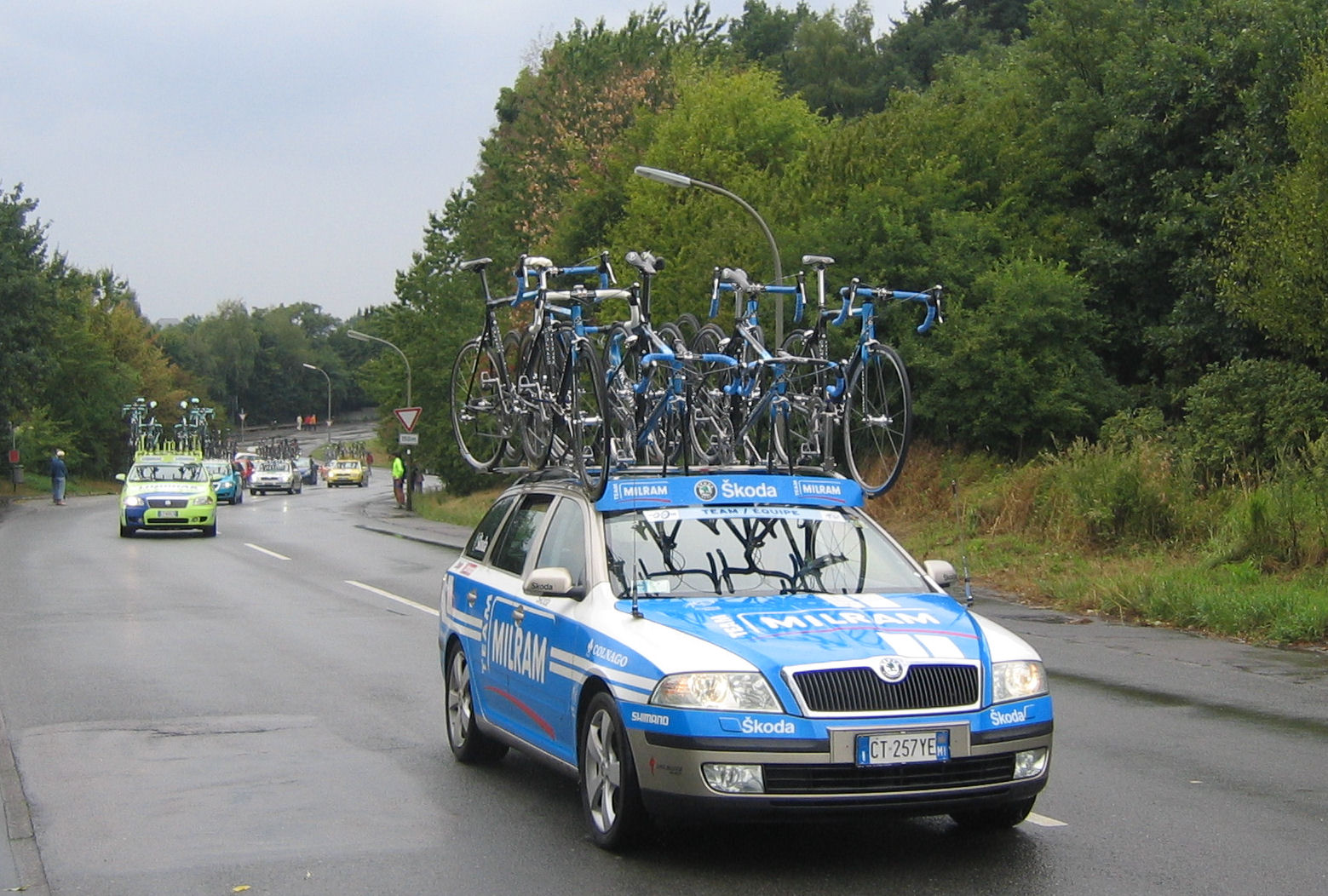

## دوچرخه‌سواران در سال ۲۰۱۰

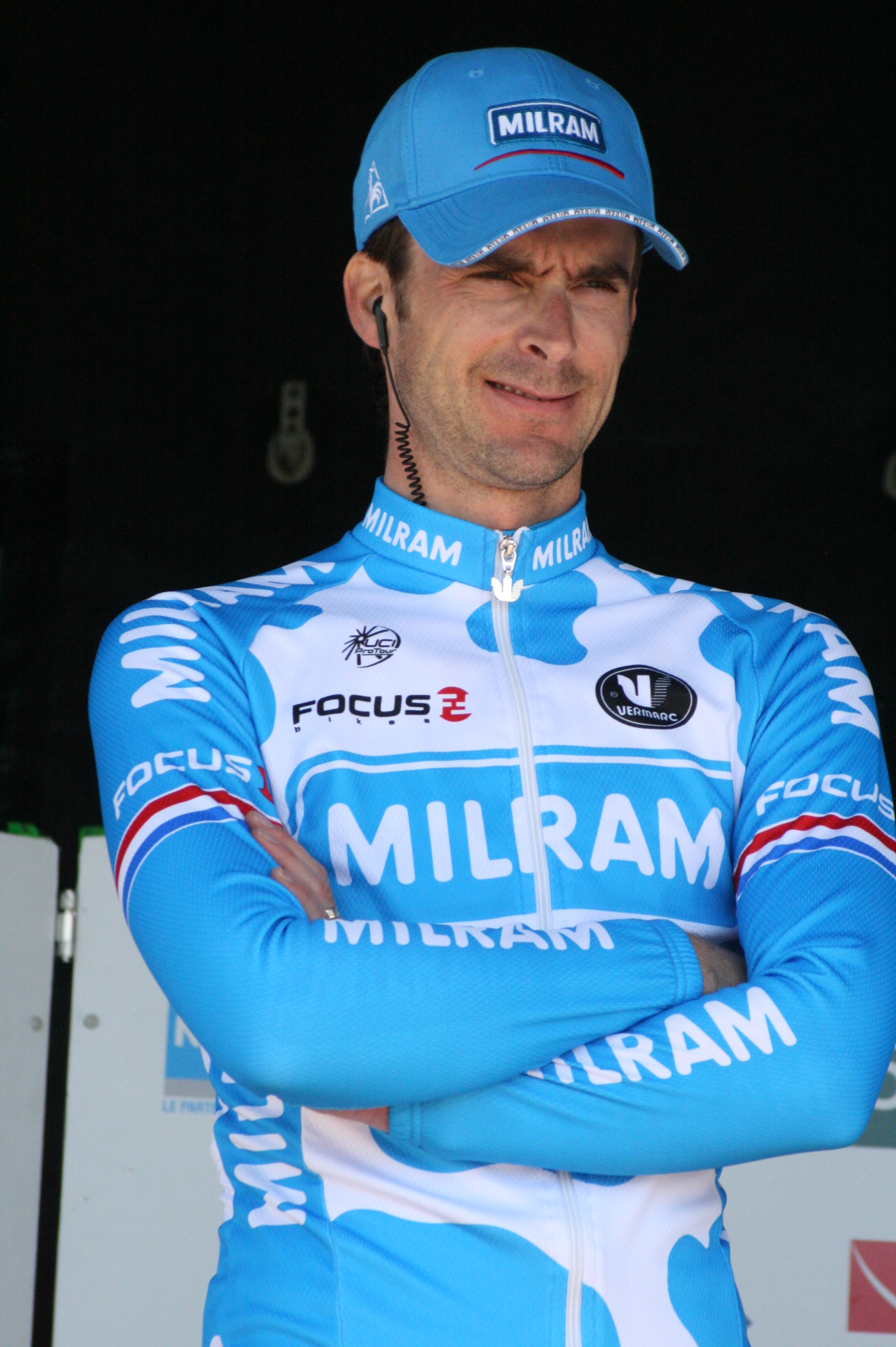
تیم میلرام

|                      | نام                  | تاریخ تولد               |
| -------------------- | -------------------- | ------------------------ |
| گرالد تسیولک (GER)   | گرالد تسیولک (GER)   | ۱۹ سپتامبر ۱۹۸۶ ‏(۳۸ سال) |
| ویم د فوخت (BEL)     | ویم د فوخت (BEL)     | ۲۹ آوریل ۱۹۸۲ ‏(۴۲ سال)   |
| مارکوس آیشلر (GER)   | مارکوس آیشلر (GER)   | ۱۸ فوریهٔ ۱۹۸۲ ‏(۴۳ سال)   |
| روبرت فرستر (GER)    | روبرت فرستر (GER)    | ۲۷ ژانویهٔ ۱۹۷۸ ‏(۴۷ سال)  |
| مارکوس فوتن (GER)    | مارکوس فوتن (GER)    | ۹ سپتامبر ۱۹۸۱ ‏(۴۳ سال)  |
| توماس فوتن (GER)     | توماس فوتن (GER)     | ۱۶ آوریل ۱۹۸۳ ‏(۴۱ سال)   |
| یوناس فرولینگر (GER) | یوناس فرولینگر (GER) | ۹ ژوئن ۱۹۸۵ ‏(۳۹ سال)     |
| آرتور گایک (GER)     | آرتور گایک (GER)     | ۱۸ آوریل ۱۹۸۵ ‏(۳۹ سال)   |
| لینوس گردمان (GER)   | لینوس گردمان (GER)   | ۱۶ سپتامبر ۱۹۸۲ ‏(۴۲ سال) |
| راجر کلوگه (GER)     | راجر کلوگه (GER)     | ۵ فوریهٔ ۱۹۸۶ ‏(۳۹ سال)    |
| سروایس کناون (NED)   | سروایس کناون (NED)   | ۶ مارس ۱۹۷۱ ‏(۵۴ سال)     |
| کریستیان کنس (GER)   | کریستیان کنس (GER)   | ۵ مارس ۱۹۸۱ ‏(۴۴ سال)     |

|                      | نام                  | تاریخ تولد              |
| -------------------- | -------------------- | ----------------------- |
| دومینیک نرتس (GER)   | دومینیک نرتس (GER)   | ۲۵ اوت ۱۹۸۹ ‏(۳۵ سال)    |
| لوک رابرتز (AUS)     | لوک رابرتز (AUS)     | ۲۵ ژانویهٔ ۱۹۷۷ ‏(۴۸ سال) |
| دومینیک رلس (GER)    | دومینیک رلس (GER)    | ۲۱ ژانویهٔ ۱۹۸۷ ‏(۳۸ سال) |
| توماس رورگر (AUT)    | توماس رورگر (AUT)    | ۲۳ دسامبر ۱۹۸۲ ‏(۴۲ سال) |
| ماتیاس روس (GER)     | ماتیاس روس (GER)     | ۱۴ نوامبر ۱۹۸۳ ‏(۴۱ سال) |
| بیرن شرودر (GER)     | بیرن شرودر (GER)     | ۲۷ اکتبر ۱۹۸۰ ‏(۴۴ سال)  |
| روی سنچنس (BEL)      | روی سنچنس (BEL)      | ۱۵ دسامبر ۱۹۸۰ ‏(۴۴ سال) |
| ویم استروتینگا (NED) | ویم استروتینگا (NED) | ۲۳ مهٔ ۱۹۸۵ ‏(۳۹ سال)     |
| نیکی ترپسترا (NED)   | نیکی ترپسترا (NED)   | ۱۸ مهٔ ۱۹۸۴ ‏(۴۰ سال)     |
| پاول فوس (GER)       | پاول فوس (GER)       | ۲۶ مارس ۱۹۸۶ ‏(۳۸ سال)   |
| فابیان وگمان (GER)   | فابیان وگمان (GER)   | ۲۰ ژوئن ۱۹۸۰ ‏(۴۴ سال)   |
| پتر ورولیش (AUT)     | پتر ورولیش (AUT)     | ۲۰ مهٔ ۱۹۷۴ ‏(۵۰ سال)     |